# Pont romain de Chaves
Le pont de Trajan, aussi nommé pont de Chaves, franchit le fleuve portugais Tâmega qui traverse la ville de Chaves, district de Vila Real au Portugal.
Le pont a été construit entre la fin du Ier  et le début du  IIe siècle C'est l'un des principaux héritages (tout comme les thermes) laissés par les Romains dans l'ancienne Aquae Flaviae, l'actuelle ville de Chaves.
Avec approximativement 100,5 mètres de longueur et avec une douzaine d’arches visibles, le pont a été en partie masqué par les travaux effectués en 1930, qui ont enseveli plusieurs arches, tandis que d'autres ont été ensevelies lors de la construction des quartiers qui surplombent le fleuve. 
Le pont de Chaves est classé comme Monument national depuis 1910.

## Histoire
Le pont a été construit par des ingénieurs romains à la fin du Ier ou au début du  IIe siècle, sous l'empereur Trajan. Une colonne commémorative a été érigée en 104, se référant à la construction du pont par les habitants d'Aquae Flaviae, à leurs frais. La colonne maintenant connue sous le nom de Padrão dos Povos (« norme du peuple »), a été érigée et consacrée par 10 civitates aux empereurs romains Vespasien et Titus, au legatus Augusti de l'empereur et au procurateur de la VIIe légion Gemina Felix.

## Description
Le pont routier en maçonnerie, comporte 12 travées en arc en plein cintre de 8,9 m chacune.

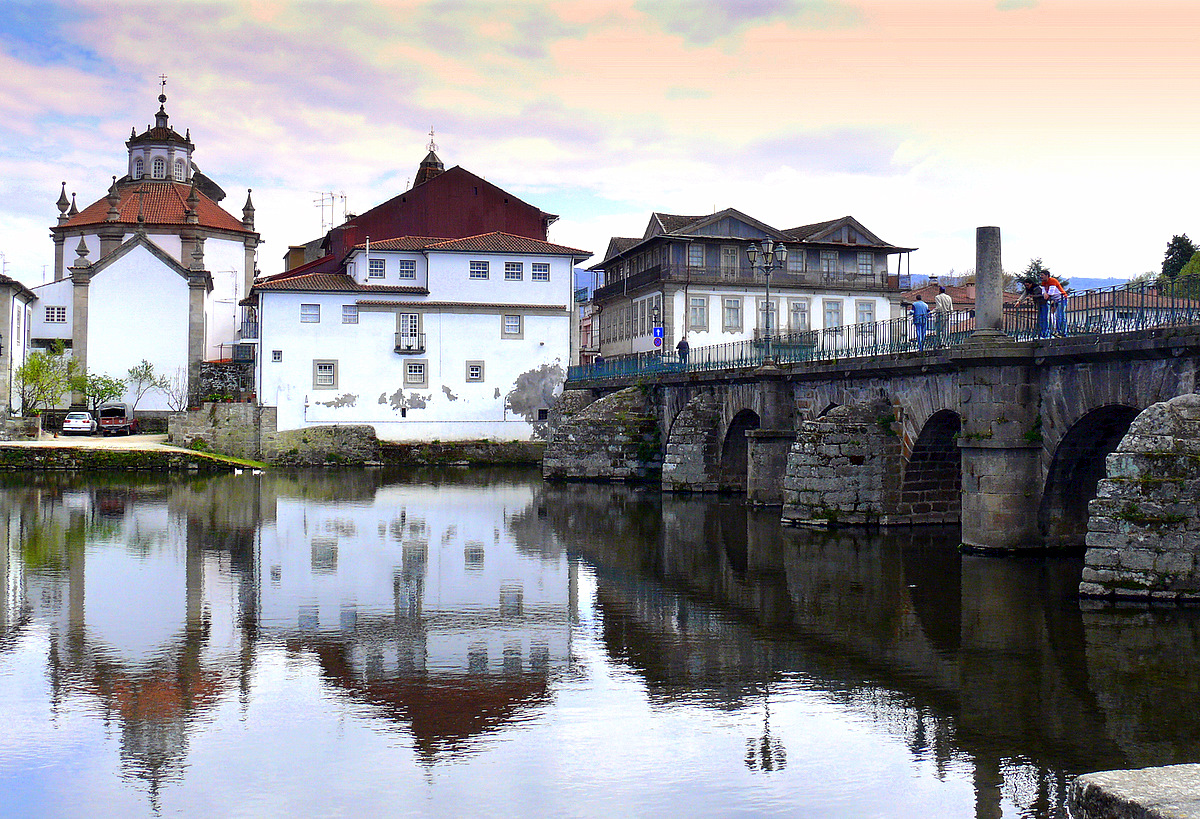
Le pont et la rive sud.
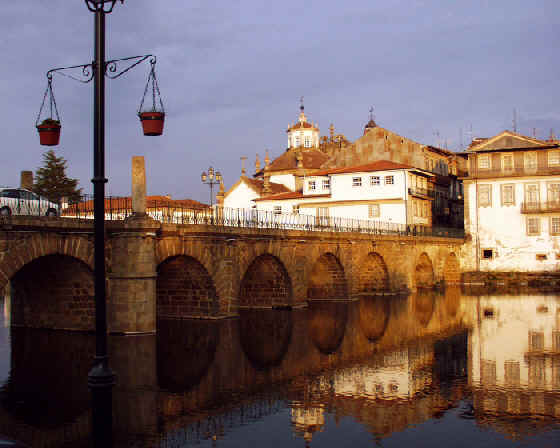
Vue aval.
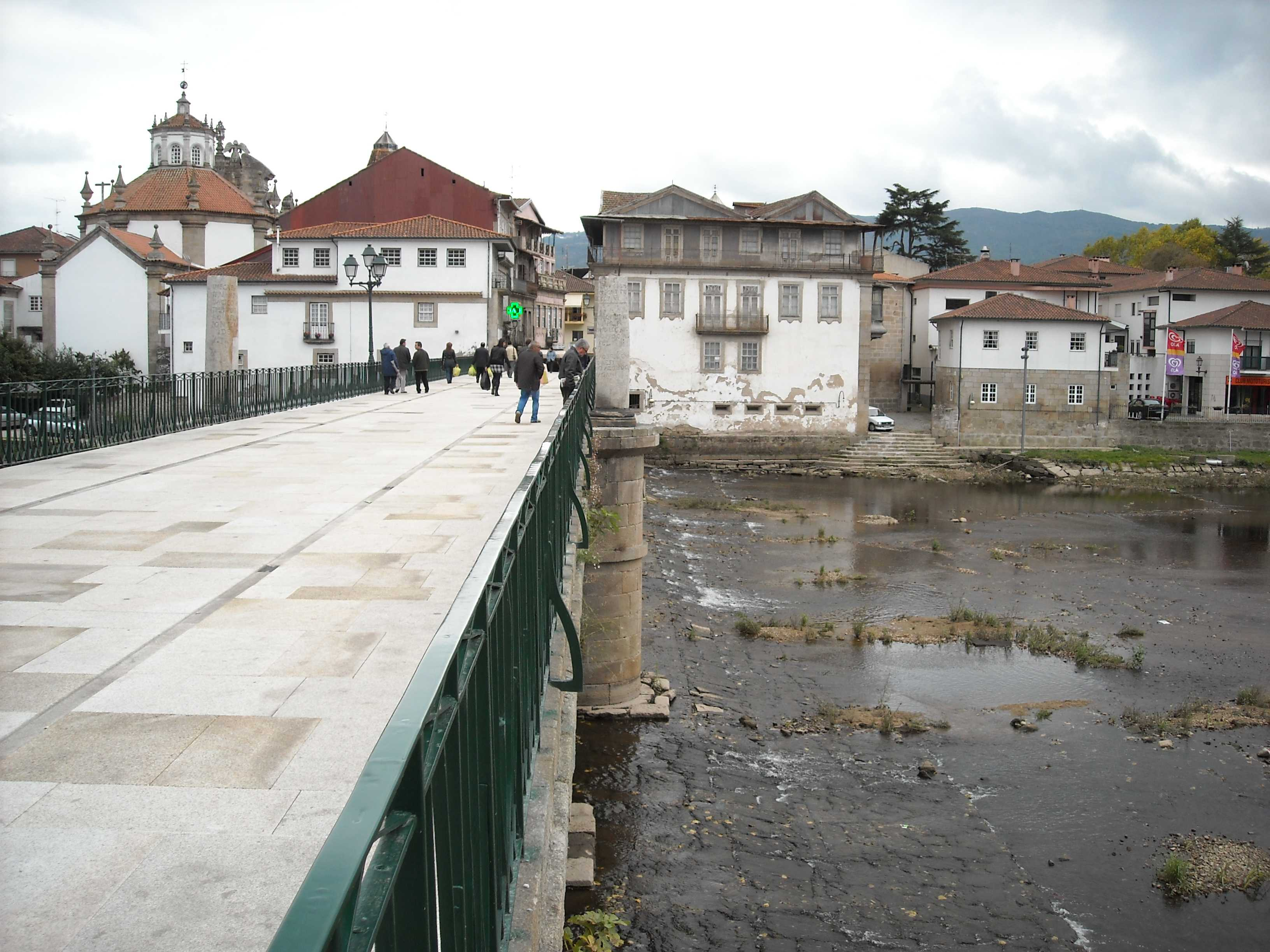
Vue de la chaussée.
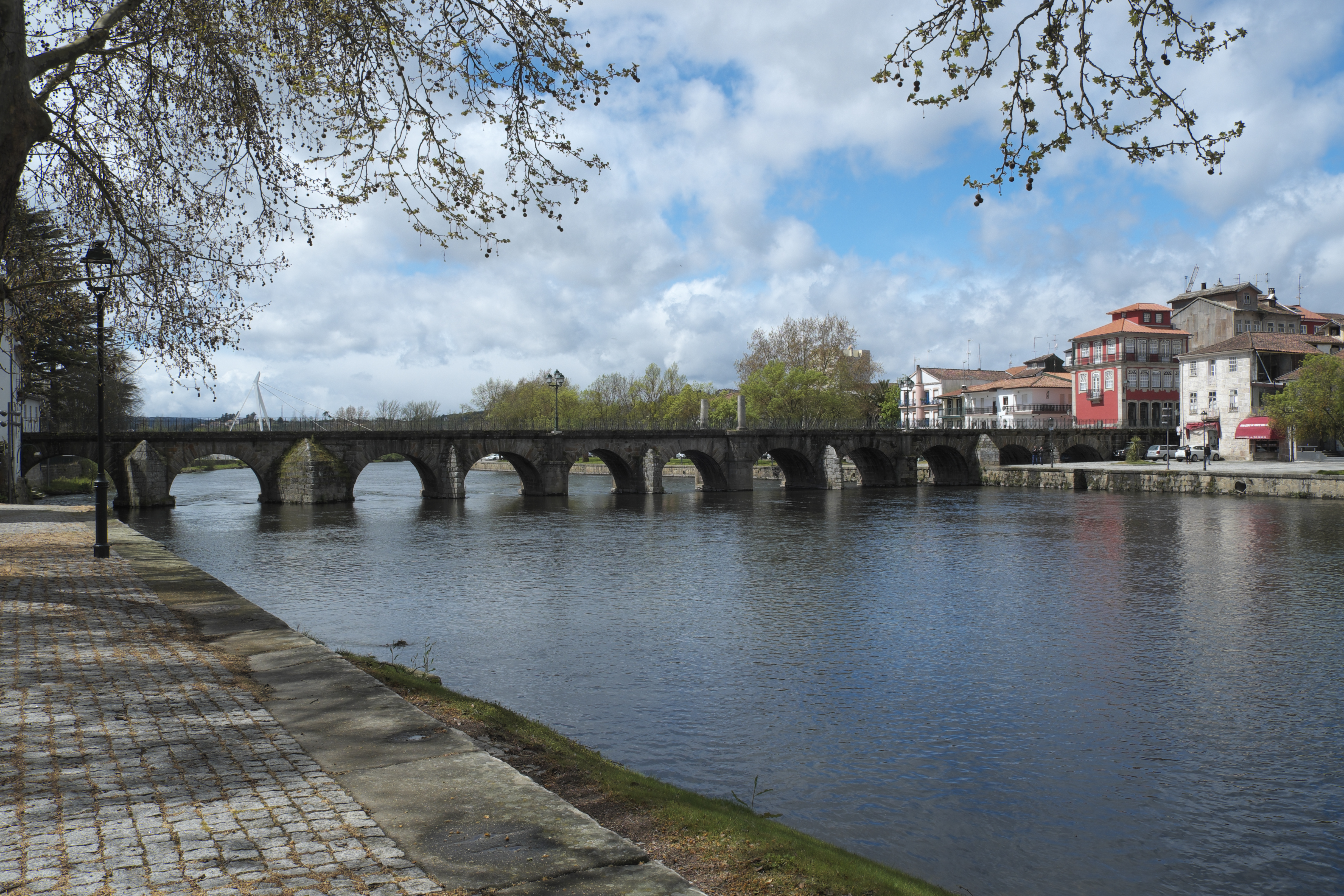
Vue aval.
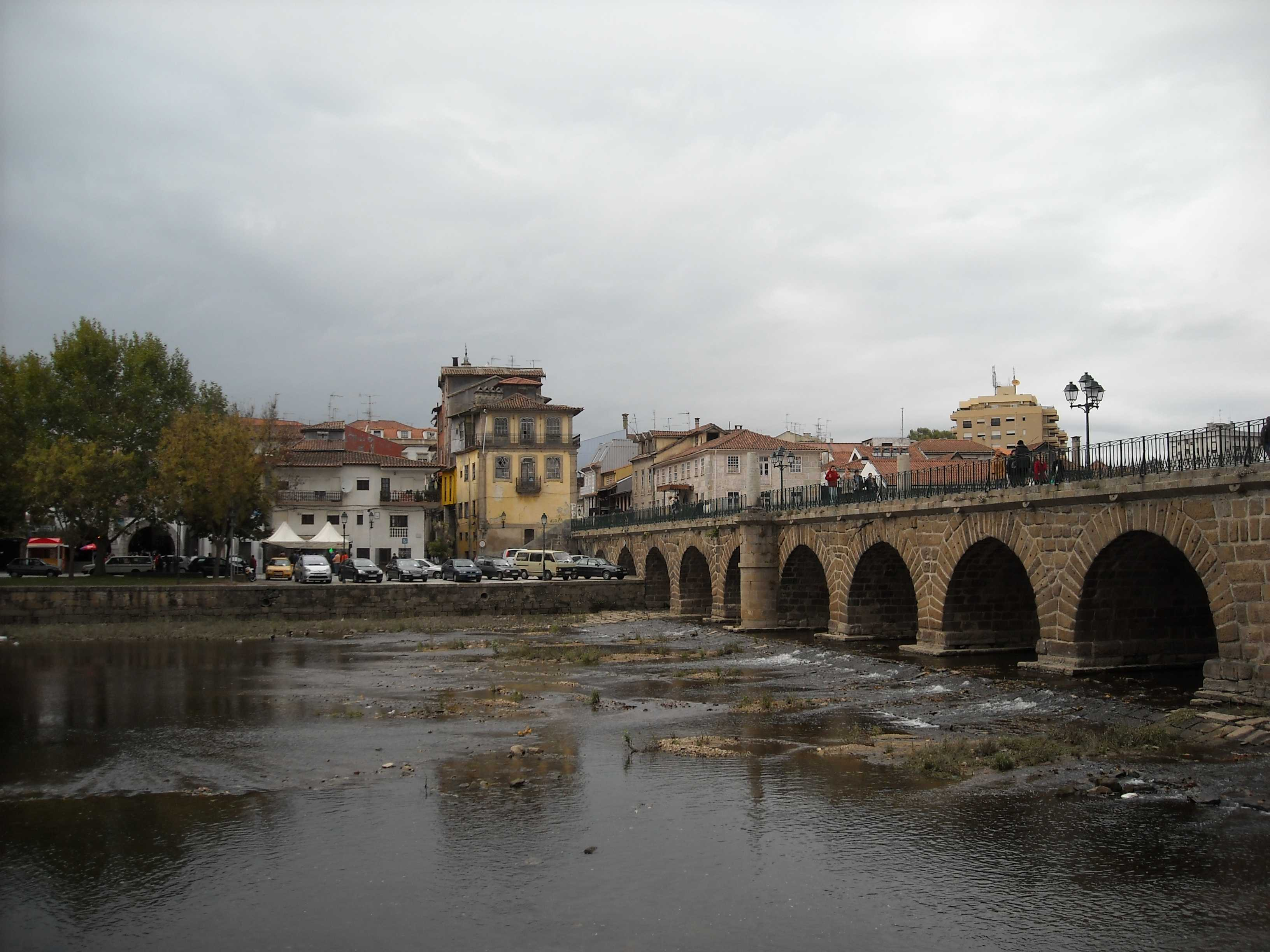
Vue amont.

## Épigraphie

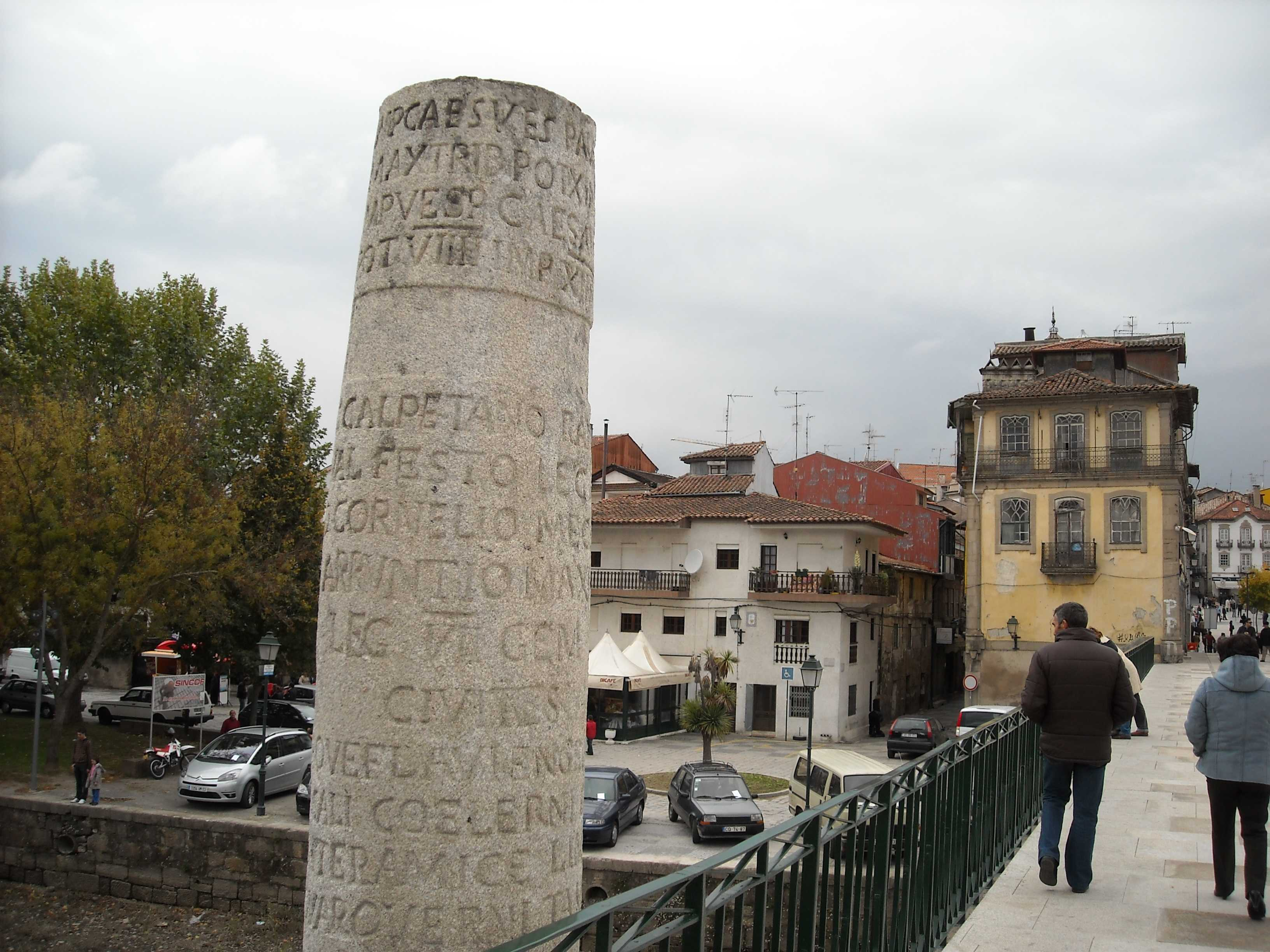
Inscriptions commémoratives.

Deux inscriptions latines sont visibles sur la colonne reconstituée au milieu du pont.
- Imp(eratori) Caes(ari) Ve[sp(asiano) Aug(usto) pont(ifici)] / max(imo) trib(unicia) pot(estate) [X imp(eratori) XX p(atri) p(atriae) co(n)s(uli) IX] / Imp(eratori) Vesp(asiano) Caes(ari) Au[g(usti) f(ilio) pont(ifici) trib(unicia) pot(estate)] / VIII imp(eratori) XIIII co(n)[s(uli) VII?] / [[[Imp(eratori)? Domitiano? Caes(ari)? Aug(usti)? f(ilio)? ---]]] / [[[------]]] / G(aio) Calpetano Ra[ntio Quirinali] / Val(erio) Festo leg(ato) A[ug(usti) pr(o) pr(aetore)] / D(ecimo) Cornelio Ma[eciano leg(ato) Aug(usti)] / L(ucio) Arruntio Max[imo proc(uratori) Aug(usti)] / leg(ionis) VII gem(inae) [fel(icis)] / civitates [X] / Aquiflavien[ses Aobrigenses] / Bibali Coel[erni Equaesi] / Interamic[i Limici Aebisoci?]/ Quarque[r]ni Ta[magani][3]

« Durant le règne de César Vespasien Auguste, grand pontife, avec la puissance tribunitienne, père de la patrie, consul pour la neuvième fois, aussi durant le règne de Titus Vespasien César, fils d'Auguste, pontife, avec la puissance tribunitienne pour la huitième fois, imperator pour la quatorzième fois, consul pour la septième, (…) étant l’héritier d'Auguste le maître Caius Calpetanus Rantius Quirinalis Valerius Festus et en étant l’héritier d'Auguste dans la septième légion (…). »
- Imp(eratore) Caes(are) Nerva / Traiano Aug(usto) Germ(anico) / Dacico pont(ifice) max(imo) / trib(unicia) pot(estate) co(n)s(ule) V p(atre) p(atriae) / Aquiflavienses pontem lapideum / de suo f(aciendum) c(uraverunt)[4]

« Durant le règne de César Nerva Trajan Auguste Germanicus Dacicus, grand pontife, avec le pouvoir tribun, consul pour la cinquième fois, père de la patrie, les Aquiflavienses (habitants de Chaves, l'ancienne ville romaine d'Aquae Flaviae) se sont résolus à construire ce pont en pierre par leurs propres moyens. »
Une autre colonne a été découverte le 27 août 1980 dans le lit du fleuve, près du pont. L'exposition Padrão dos Povos, au Museu da Região Flaviense glorifie dix villes ou peuples du convento bracarense (agglomération romaine de Braga).